# Oze (rivière)
Pour les articles homonymes, voir Oze (homonymie).
L'Oze est une rivière française qui coule dans le département de la Côte-d'Or. C'est un affluent de la Brenne en rive droite, donc un sous-affluent de la Seine par la Brenne, l'Armançon, et l'Yonne.

## Géographie
La longueur de son cours d'eau est de 42 km.
L'Oze naît dans les hauteurs boisées du plateau de Langres, sur le territoire de la petite localité de Blaisy-Bas. Son orientation générale va du sud-est vers le nord-ouest. Elle se jette dans la Brenne (rive droite) à Venarey-les-Laumes, à faible distance du Mont Auxois et d'Alise-Sainte-Reine.

## Affluents
- L'Ozerain n'est pas un affluent de l'Oze. L'Ozerain se jette directement dans la Brenne en amont de Venarey-les-Laumes (vers la ferme de l'Épineuse).

L'Oze a son confluent avec la Brenne en aval de Venarey-les-Laumes vers l'ancienne scierie Mansier (voir carte IGN 2921 Ouest). Les principaux affluents sont la Drenne (rive gauche) et le ru de Vau (rive droite).

## Communes traversées
L'Oze arrose directement Blaisy-Bas, Turcey, Verrey-sous-Salmaise, Boux-sous-Salmaise, Thenissey, Gissey-sous-Flavigny et Munois, hameau de Darcey.

## Hydrologie
L'Oze est une rivière abondante et constitue l'affluent principal de la Brenne.
Son débit a été observé durant une période de 16 ans (1993-2008), à Darcey, localité du département de la Côte-d'Or située à peu de distance de son confluent avec la Brenne (ref : ). Le bassin versant de la rivière y est de 205 km2 (soit plus de 95 % de sa totalité qui fait plus ou moins 220 km2).
Le module de la rivière à Darcey est de 2,55 m3/s.
L'Oze présente des fluctuations saisonnières de débit très marquées comme c'est généralement le cas dans tout l'est de la France. Les hautes eaux se produisent en hiver et se caractérisent par des débits mensuels moyens oscillant entre 4,05 et 5,15 m3/s, de décembre à mars inclus (avec un maximum en février). Les basses eaux ont lieu en été, de juin à septembre, et s'accompagnent d'une baisse du débit moyen mensuel allant jusqu'à 0,627 m3 au mois de septembre. Mais les fluctuations de débit sont bien plus prononcées sur de plus courtes périodes et varient aussi selon les années.
À l'étiage, le VCN3 peut chuter jusque 0,014 m3/s, en cas de période quinquennale sèche, soit 14 litres par seconde, ce qui est très sévère, la rivière étant ainsi réduite à quelques minces filets d'eau.
Les crues peuvent être très importantes compte tenu de la taille de la rivière et de son bassin versant plutôt modestes. Les QIX 2 et QIX 5 valent respectivement 28 et 42 m3/s. Le QIX 10 est de 51 m3/s, le QIX 20 de 60 m3, tandis que le QIX 50 n'a pas été calculé faute de durée d'observation suffisante.
Le débit instantané maximal enregistré à Darcey durant cette période de 15 ans, a été de 50,5 m3/s le 14 mars 2001, tandis que la valeur journalière maximale était de 40,3 m3/s le même jour. En comparant la première de ces valeurs à l'échelle des QIX de la rivière, il apparait clairement que cette crue n'était que décennale, et donc destinée à se reproduire assez fréquemment.
L'Oze est une rivière abondante. La lame d'eau écoulée dans son bassin versant est de 387 millimètres annuellement, ce qui est nettement supérieur à la moyenne d'ensemble de la France tous bassins confondus, et bien sûr aussi supérieur à la moyenne du bassin de la Seine (240 millimètres) et de l'Yonne (274 millimètres). Le débit spécifique de la rivière (ou Qsp) atteint de ce fait le chiffre solide de 12,2 litres par seconde et par kilomètre carré de bassin.

## Sites touristiques
- Le site d'Alésia à Alise-Sainte-Reine

L'église de Thenissey, notamment ses fresques